# Hadce u Želivky
Hadce u Želivky jsou národní přírodní památka na území Středočeského kraje v katastrálních územích obcí Bernartice, Borovsko a Hulice. Předmětem ochrany jsou přírodní společenstva hadcových borů a štěrbinové vegetace skal a drolin na hadcích, biotopy s populacemi kriticky ohrožených druhů rostlin kuřička Smejkalova (Minuartia smejkalii), mochna Crantzova hadcová (Potentilla crantzii subsp. serpentini), vítod hořký krátkokřídlý (Polygala amara subsp. brachyptera), pomněnka úzkolistá (Myosotis stenophylla) a hvozdík kartouzek hadcový (Dianthus carthusianorum subsp. capillifrons).

## Přírodní poměry

### Mykologie
Od roku 2012 probíhá na lokalitě mykologický průzkum, v jehož rámci bylo objeveno přes 320 druhů velkých hub. Z tohoto počtu patří 22 do skupiny velmi vzácných. Byla zde dokonce objevena kuřátka něžná (Ramaria gracilis) považovaná v České republice za vyhynulá. Předpokládá se, že se v rámci průzkumu podaří do budoucna ještě další druhy hub objevit.